# Andreï Zaïtsev
Pour les articles homonymes, voir Zaïtsev.
Andreï Ievgenievitch Zaitsev (en russe : Андрей Евгеньевич Зайцев) est un cinéaste russe né le 17 septembre 1975 à Moscou.

## Biographie
Diplômé, en 1997, de la faculté de journalisme de l'Université d'État de Moscou dans la classe d'Alexandre Mitta, et en 1999 des Hautes Etudes de mise en scène et de script de Moscou, il travaille par la suite comme réalisateur au studio TRITE de Nikita Mikhalkov. Réalisateur de cinéma documentaire et de fiction, il devient directeur du studio de cinéma September spécialisé dans la production de films documentaire, de fiction et de films pour la télévision. Régulièrement primé aux festivals de cinéma, il est deux fois lauréat du prix de l'Aigle d'or, deux fois lauréat du prix La Branche de Laurier de Moscou en 2010 et 2012 pour Viktor Astafiev. Le joyeux soldat puis son documentaire Ma grande guerre, il est récompensé en 2012 par le gouvernement de la fédération de Russie pour son action culturelle. Son film 14 ans, premier amour (14+) lui ouvre une reconnaissance internationale.

## Filmographie

### Fictions
- 2006 : La Pancarte (Плакат) (moyen-métrage) - également scénariste, monteur et producteur
- 2011 : Les Désœuvrés (Бездельники) - également scénariste
- 2015 : 14 ans, premier amour (14+), - également scénariste, monteur et producteur
- 2020 : Le Journal du blocus (Блокадный дневник)
- 2023 : 14+ : Suite (14+: Продолжение)
- 2025 : Deux dans une vie, sans compter le chien (Двое в одной жизни, не считая собаки),

### Documentaires
- 2002 : Gleb (Глеб)
- 2010 : Viktor Astafiev, le joyeux soldat (ru) (Виктор Астафьев. Веселый солдат)
- 2012 : Ma grande guerre. Igor Nikolaev (Моя великая война. Игорь Николаев)

### Autres films
- 2000 : Ma Maison (Мой дом)- court-métrage
- 2007 : 12 de Nikita Mikhalkov - monteur

## Distinctions

### Récompenses
- 2002 - Grand Prix au festival «Окно в Европу» dans la catégorie du film documentaire, et Prix spécial du Jury pour le film Gleb[1].
- 2008 - Aigle d'or, prix du meilleur montage pour le film 12[2].
- 2010 - Meilleur long métrage pour la télévision, Lauriers des meilleurs documentaires, Moscou, pour Viktor Astafiev. Le joyeux soldat[3]
- 2011 - Aigle d'or du meilleur documentaire pour Viktor Astafiev. Le joyeux soldat(2010)[4]
- 2011 - Prix de la Guilde des critiques de film de la Russie au XIX Festival du cinéma russe « Fenêtre sur l'Europe » à Vyborg pour le film Les Désœuvrés.
- 2015 - Grand Prix du Festival du cinéma russe à Honfleur pour 14 ans, premier amour[5]
- 2015 - Diplôme du jury, Festival ouvert de cinéma russe Kinotavr à Sotchi pour 14 ans, premier amour[6]
- 2015 - Grand Prix du 21e Festival international du film sur les droits de l'homme Stalker à Moscou pour 14 ans, premier amour[7]
- 2017 - Prix du public, Festival de films russes Kinorama au cinéma Royal de Biarritz pour 14 ans, premier amour[8]
- 2017 — Second Prix du Maire de Moscou au Festival international du film de Moscou pour 14 ans, premier amour[9].